# PlanetSide 2
PlanetSide 2 — компьютерная игра жанра MMOFPS от компании Daybreak Game Company, анонсированная 7 июля 2011 на ежегодном SOE Fan Faire. Является ремейком PlanetSide.
В 2011 году прошло бета-тестирование игры в Европе. Релиз PlanetSide 2 состоялся 20 ноября 2012 года. В декабре 2012 о начале локализации игры в России заявила компания «Иннова». Игра выпущена с бизнес-моделью Free-to-play, то есть игрокам не придется вносить абонентскую плату.

## Геймплей

### Особенности
PlanetSide 2 является переосмыслением PlanetSide, показывая тот же мир и происходя примерно в тот же период времени. Как и в предыдущей игре, в нём будут огромные просторы, крупные сражения с участием до 3000 игроков пешком или на наземной / воздушной технике. Система ландшафтов будет более сложной, чем в оригинальной PlanetSide, и будет играть большую роль в формировании поля боя.
Бой будет быстрее, чем в оригинальной PlanetSide. Он будет включать потенциально тысячи игроков. Он также будет включать знакомые элементы шутеров от первого лица, такие как бег, прицелы, и регенерация щитов. Важным аспектом будет то, что мастерство игрока будет определяющим фактором, когда речь идет о возможности убивать других игроков. Планируется сделать так, чтобы навыки давали только 15-20 % разницы между любыми игроками. Модель получения указанных навыков будет похожа на модель Eve Online. В игре будут также представлены уникальные циклы дня и ночи, это означает, что бои будут происходить в разное время суток, влияющие на общие методы борьбы.

### Система строительства
В игре присутствует система строительства отдельных баз, в которые входят: стены, турели (противопехотные, ПВО, противотанковые), которые могут быть и автоматическими, щиты, спавны. Базы нельзя строить слишком близко к другим (территории, занимаемые другими базами будут выделенны красным цветом на мини-карте.) Система довольно проста. В строительстве нужен ресурс — кристаллы с которым появляются на поле боя в разных размерах. Видео-туториал по данной системе -(англ.)

### Стороны конфликта
В игре существует 3 фракции, сражающиеся за территорию планеты Аураксис. У каждой из них своя история, свои сильные и слабые стороны, идеология, принцип действия на поле боя, моральный состав игроков и тактика.

#### Терранская Республика
Тоталитарная сверхдержава, построенная на идеях тотального контроля населения. Терранская Республика (англ. Terran Republic) прекратила все войны на родной планете и возвестила эру мира и процветания, которая длилась сотни лет. Именно под знаменами Земли люди достигли звезд и в конце концов высадились на Аураксисе. Их Республика основана на порядке и верховенстве закона, с главной заповедью, что «нет индивидуума превыше правил».
Классическим тоном экипировки Республики является сочетание чёрного и красного, а также серая униформа рядовых войск. Военная машина Землян основана на принципе подавления противника шквальным огнём, мобильности бронетехники и авиации, а также развёртывании тяжёлого вооружения для поддержки наступающих сил, не давая противнику высунуть нос.
Из вооружения наиболее популярны пулемёты с внушительным боезапасом, высокой точностью и скорострельностью ценой малого калибра, из-за чего повреждения, наносимые пулями Терран минимальны, но это компенсируется высокой надёжностью каждого оружия, а также тактическим применением лёгких дробовиков, тактических снайперских винтовок и Стингеров на поле боя. Для поддержки продвижения основной пехоты были разработаны образцы мощных орудий Fracture, орудия системы Гатлинга, а также модификаторы, позволяющие бронекостюмам M.A.X. и танкам Хищник развёртываться, для ведения более плотного и точного огня. Преданность и верность присяге — основа товарищества Терранской Республики, стойко прошедших испытания годами, покоривших космос, и готовых сокрушить любого изменника и сумасшедшего технопоклонника, что встанут на пути Терранской Республики.

#### Новый Конгломерат
Новый Конгломерат (англ. New Conglomerate) появился в противовес Республике, созданный на идеалах свободы воли и личности. Ведомый промышленниками, несогласными с политикой Терранов и их тотальным рыночным контролем (вредным для кошелька), пиратами и контрабандистами, а также изгоями Республики, Конгломерат быстро нашёл единомышленников, готовых сражаться на новой стороне против тирании Терранского диктата и инопланетной заразы, несомой Суверенитетом. Вооружённые до зубов, обученные наёмники и мятежники Конгломерата готовы защищать свои идеалы и свободу от любых посягательств и любой ценой.
Униформа солдат Конгломерата имеет песочный цвет, а броня окрашена в синие тона с жёлтыми элементами экипировки. На базе промышленности, доступной Конгломерату, было создано огромное количество вооружения гауссового типа, а также первоклассная бронированная техника и тяжёлые дробовики. В отличие от Терранской Республики, оружие Конгломерата наносит высокий урон, но имеет высокую отдачу, из-за чего длительная стрельба превращается в контроль брыкающегося пулемёта. Поэтому опытные солдаты Конгломерата предпочитают на средние и дальние дистанции вести огонь короткими очередями, переходя на смертоносный шквал лишь на ближних дистанциях, или при наличии модернизированного вооружения для гашения отдачи.
Помимо основных гауссовых автоматов и пулемётов, а также тяжёлых дробовиков, Конгломерат успешно использует тяжёлое снайперское вооружение, наносящее смертельные раны с безопасного для стрелка расстояния, гранатомёты, тяжёлые карабины крупного калибра. Основная бронетехника способна активировать щит, абсорбирующий любой урон на период времени достаточный для прорыва вражеских позиций. Орудия бронетехники также наносят высочайший урон и могут быть адаптированы для любых условий ведения боя. Всё это составляет стальной кулак Конгломерата, сметающий противника, где бы он ни был, защищая лояльных и свободолюбивых колонистов от порабощения, будь то диктатура или идеи поклонения ксенотехнологиям. Свободный изгой лучше довольного раба — вот принцип Нового Конгломерата.

#### Суверенитет Вану
Учение Вану основано на идее, что лишь с помощью технологий, открытых Древними, человечество будет способно сделать следующий шаг на пути продуктивной эволюции. Суверенитет Вану (англ. Vanu Sovereignty) является самой технологически продвинутой стороной, с успехом использующей инопланетные технологии на поле боя. Их главной целью является раскрытие тайн древних артефактов, разбросанных по поверхности Аураксиса и они готовы уничтожить любого, кто попытается им помешать.
Считая себя истинно верующими, бойцы Вану яростно сражаются как против диктаторской власти Терранов, так и против мятежа Конгломерата, считая их идеалы тупиковыми и паразитными в ветви эволюции. Вану верят, что технологии и знания содержат ответы на все проблемы человечества, что Древние, на базе технологий которых Вану построили свою уникальную военную машину, показали им Путь. Они верят, что они были благословлены даром технологий и правом поразить тех, кто встанет на пути к знаниям и всемогуществу. Также бойцы Вану толерантно считают, что каждый человек имеет право верить в Древних, как они.
Униформа Вану является технологическим прорывом, использующим высококлассные полимеры перламутровых и пепельно серых оттенков, обеспечивающая защиту и мобильность. Каждый воин вооружён новейшим энергетическим вооружением, обладающим низко-средним уроном, средней скорострельностью но при этом почти незаметной отдачей и поэтому обладает поразительной точностью. Надёжность инноваций Вану доказана фактом их существования на Аураксисе, с которым Конгломерату и Республике приходится считаться.
Лучшие из открытий Вану обеспечили их элитным войскам высочайшую мобильность, точный и высокий урон, а также снабдили передовую бронетехнику гравитационными подушками и возможностью лучшего на Аураксисе тактического перемещения, по сравнению с неповоротливыми мамонтами на гусеничной тяге. Все силы Древних находятся в руках Вану, готовые обрушиться на головы врагов, не желающих признать превосходства их технологий и слепо цепляющихся за устарелые принципы бытия.
«Средняя» фракция со «средним» оружием.

### Межфракционное оружие
Оружие, создаваемое Nanite systems доступно всем фракциям. Со средней скорострельностью, низким уроном и отдачей они напоминают оружие Суверенитета (есть исключения в серии NSX). Они подходят для всех ситуаций, но в основном созданы для стрельбы по головам, иначе они будут проигрывать всем фракциям из-за пониженной скорости убийства. Для каждого класса есть по 1-3 основных оружия от NS и также 1-2 дополнительных. Для тяжелого штурмовика есть 3 варианта ракетомётов NS. Абсолютно все из них стоят по 1000 сертификатов, за реальные деньги можно купить оружие от NS, которое смогут использовать все ваши персонажи.

### 3D движок
В игре используется Forge Light Engine, который в свою очередь использует PhysX для своего физического движка. Это позволяет более реалистично реализовать управление техникой по сравнению с предыдущим PlanetSide, особенно когда дело доходит до полёта на самолете. При этом физика гранат оставляет желать лучшего. Погода, циклы дня и ночи, объёмный туман и облака, в которых игроки могут прятаться. Пули также используют физику, так что игроки должны будут компенсировать гравитацию при прицеливании. Игра не слишком требовательна к видеокартам, если графика не сильно важна для вас, основное, что атакует игра в моменты боя или когда в 1 месте, рядом с вами находятся одновременно много игроков — процессор, потому что игра должна использовать вычисления на стороне клиента (например анимации персонажей). Для нормальной игры потребуется 4-ядерный процессор.
Другим улучшением по сравнению с PlanetSide является введение зависимости повреждения (хитбоксы) для солдат и транспортных средств от места попадания. Так что выстрел снайперской винтовки в голову может иметь огромный перевес над скорострельным оружием.

## Лидеры наций
18 декабря 2012 года подписавшимся на рассылку пришло письмо о том, что 25 января 2013 года пройдет так называемая «Битва наций» (Ultimate Empire Showdown). В связи с этим были выбраны лидеры наций-комбатантов: Новый Конгломерат возглавил SeaNanners, Терранскую Республику поведет TotalBiscuit, а Суверенитетом Вану будет управлять LevelCap. Эти люди — известные игроки и обзорщики. Возможно, что таких известных личностей SOE выбрали для рекламы своей игры в широких массах подписчиков на их каналах.

## Оплата
PlanetSide 2 будет использовать бизнес-модель Freemium. По заверению разработчиков, за реальные деньги нельзя будет получить непосредственное боевое преимущество, игрокам будут доступны оформительские улучшения, а также средства, увеличивающие скорость получения игрового опыта и ресурсов.

### Российский сервер Planetside 2
Русскоязычная версия игры была доступна на платформе Фогейм. Закрытое бета-тестирование русской версии игры состоялось с 12 апреля 2013 года по 4 июля 2013 года. Открытое бета-тестирование стартовало 23 августа, около 16:00. Русскоязычная версия игры была закрыта 12 апреля 2016 года в 10:00 по московскому времени. Сейчас (2024 год) также доступна в Steam.

## Отзывы
| Сводный рейтинг       | Сводный рейтинг          |
| Агрегатор             | Оценка                   |
| --------------------- | ------------------------ |
| GameRankings          | PC: 83,91 % PS4: 77,73 % |
| Русскоязычные издания |                          |
| Издание               | Оценка                   |
| Absolute Games        | 75 %                     |
| PlayGround.ru         | 9,4/10                   |